# L. N. Shastri
L. N. Shastri, también conocido como Chaitanya (29 de agosto de 1971-30 de agosto de 2017), fue un cantante y compositor de playback indio que trabajó principalmente para el cine en canarés.

## Biografía
Comenzó su carrera como cantante de playback en una película titulada Ajagajantara (1996). Shastri pasó a interpretar más de 3000 temas musicales. Por sugerencia de sus amigos, fue rebautizado como Chaitanya, y ha escrito y compuesto temas musicales para más de 25 películas, como Kanasalu Neene Manasalu Neene (1998). Sin embargo, dejó caer el nombre debido a la crisis de su identidad en la película titulada Bellary Naga (2009).
Su mayor éxito musical como cantante fue su tema musical titulado Kolumande Jangama Devaru, en la que fue interpretada para una película titulada Janumada Jodi (1996), que le dio una pausa en su carrera y también buscó una concesión para el Estado de Karnataka, siendo nominado como mejor actor. Estuvo estrechamente asociado con los directores de música Hamsalekha y V. Manohar, que fueron el principal soporte de su carrera para crecer desde sus inicios. Falleció el 30 de agosto de 2017 a causa de un cáncer intestinal, un día después de haber cumplido los 46 años.

## Discografía

### Como compositor
| Año  |  | Título                          | Notas                                      |
| ---- |  | ------------------------------- | ------------------------------------------ |
| 1998 |  | Kanasalu Neene Manasalu Neene   | Debut en el cine Acreditado como Chaitanya |
| 1999 |  | Ravimama                        |                                            |
| 2000 |  | Maava Maava Maduve Maado        |                                            |
| 2001 |  | Amma Ninna Tholinalli           |                                            |
| 2001 |  |                                 |                                            |
|      |  |                                 |                                            |
| 2002 |  | Ninagoskara                     |                                            |
| 2003 |  | Mooru Manasu Nooru Kanasu       |                                            |
| 2003 |  | Nagabharana                     |                                            |
| 2003 |  | Ay Naan Bheeshma Kano           |                                            |
| 2003 |  | Preethisale Beku                |                                            |
| 2004 |  | Preethi Nee Illade Naa Hegirali |                                            |
| 2004 |  | Ayyo Pandu                      |                                            |
| 2004 |  | Sakhi                           |                                            |
| 2008 |  | Hogi Baa Magale                 |                                            |
| 2009 |  | Bellary Naga                    | Acreditado como L. N. Shastry              |
| 2010 |  | Deadly-2                        |                                            |
| 2015 |  | Flop                            |                                            |
| 2015 |  | Melody                          |                                            |

### Como cantante
| Año  | Película                        | Canción                                                  | Director musical | Notas                                                    |
| ---- | ------------------------------- | -------------------------------------------------------- | ---------------- | -------------------------------------------------------- |
| 1991 | Ajagajantara                    | Love Love Loveah                                         | Hamsalekha       | Debut song                                               |
| 1992 | Bhanda Nanna Ganda              | Anthintha Gandu Nanalla Yaarigu Endigu Preethiya Theranu | V. Manohar       |                                                          |
| 1992 | Alli Ramachari Illi Brahmachari | Achu Mechu Banda Banda Ramayya Entha Sundara Jumma Jumma | V. Manohar       |                                                          |
| 1993 | Sshhh                           | Avanalli Ivalilli                                        | Sadhu Kokila     |                                                          |
| 1993 | Gejje Naada                     | Somavara Santhege                                        | V. Manohar       |                                                          |
| 1994 | Panjarada Gili                  | Naana Naana                                              | V. Manohar       |                                                          |
| 1996 | Janumada Jodi                   | Kolumande Jangamadevaru                                  | V. Manohar       | Karnataka State Film Award for Best Male Playback Singer |
| 1996 | Sipayi                          | Vanditha Kirana Odo Chandira Karago Chandira             | Hamsalekha       |                                                          |
| 1997 | O Mallige                       | O Mallige Ninnade Haadidu                                | V. Manohar       |                                                          |
| 1997 | Jodi Hakki                      | Laali Suvvali                                            | V. Manohar       |                                                          |
| 1998 | A                               | Chandini Helkollakonduru Idu One Day Match               | Gurukiran        |                                                          |
| 1998 | Preethsod Thappa                | Ondu Moda                                                | Hamsalekha       |                                                          |
| 1999 | Naanu Nanna Hendthiru           | Ready 123" "Ee Jagave Namadu Ee Bhoomige                 | V. Ravichandran  |                                                          |
| 2001 | Ekangi                          | Ee Chitte Thara                                          | V. Ravichandran  |                                                          |
| 2004 | Malla                           | Karunade Mangalyam Angada Angada                         | V. Ravichandran  |                                                          |
| 2005 | Aham Premasmi                   | Yadha Yadhahi Oh Premave Eshwar                          | V. Ravichandran  |                                                          |
| 2007 | Dheemantha Manushya             | Jeevarashiya Amara                                       | A. Karthik Raja  |                                                          |
| 2007 | Right Adre                      | Kudkondu Thooradkondu                                    | Neel             |                                                          |
| 2007 | Chanda                          | Gundene Dyavru                                           | S. Narayan       |                                                          |
| 2009 | Bhagyada Balegara               | Budu Budu Kavya                                          | Ilaiyaraaja      |                                                          |
| 2014 | Adyaksha                        | Adyaksha Adyaksha                                        | Arjun Janya      |                                                          |
| 2014 | Love in Mandya                  | Lo Maava                                                 | Anoop Seelin     |                                                          |

## Premios

### Karnataka State Film Awards
- 1996 - Karnataka State Film Award for Best Male Playback Singer - "Kolumande Jangamadevaru" (film: Janumada Jodi)